# D'Arcy Fowlis Hilton
D'Arcy Fowlis Hilton, kanadski letalski častnik, vojaški pilot in letalski as, * 17. oktober 1890, Toronto, Ontario, † oktober 1973, St. Catherine, Ontario.
Nadporočnik Hilton je v svoji vojaški službi dosegel 8 zračnih zmag.

## Življenjepis
Med prvo svetovno vojno je bil sprva pripadnik Kraljevega letalskega korpusa, nato pa RAF.

## Odlikovanja
- Military Cross (MC)